# Xenuroturris
Xenuroturris là một chi ốc biển, là động vật thân mềm chân bụng sống ở biển trong họ Turridae.

## Các loài
Các loài thuộc chi Xenuroturris bao gồm:
- Xenuroturris castanella Powell, 1964[2]
- Xenuroturris cerithiformis Powell, 1964[3]: đồng nghĩa của Iotyrris cerithiformis (Powell, 1964)
- Xenuroturris cingulifera (Lamarck, 1822)[4]: đồng nghĩa của Iotyrris cingulifera (Lamarck, 1822)
- Xenuroturris emmae Bozzetti, 1993[5]
- Xenuroturris gemmuloides Powell, 1967[6]
- Xenuroturris kingae Powell, 1964[7]
- Xenuroturris legitima Iredale, 1929
- Xenuroturris millepunctata (Sowerby III, 1908)[8]